# NCIS (sèrie de televisió)
NCIS, anteriorment anomenada NCIS: Naval Criminal Investigative Service, és una sèrie de televisió policíaca centrada en un equip fictici d'agents especials del Naval Criminal Investigative Service, el Servei d'Investigació Criminal de la Marina, el qual dirigeix investigacions criminals que impliquen l'Armada i el cos de Marines Estatunidencs.
La idea i els personatges van ser presentats en un episodi doble de la sèrie de la CBS JAG (JAG episodi 8.20 i 8.21). La sèrie, una sèrie derivada de JAG, es va estrenar el 23 de setembre de 2003 a CBS i, fins avui, s'han emès set temporades completes i ha entrat en les repeticions sindicades de l'USA Network, Sleuth i la Ion Television. Donald Bellisario, que va crear JAG  i altres sèries tan conegudes com Magnum, P.I. i Quantum Leap, és co-creador i productor executiu de l'NCIS.
NCIS originalment s'anomenava Navy NCIS durant la primera temporada; ara bé, "Navy" (Armada) es va treure del títol, ja que es va considerar redundant. La setena temporada de NCIS es va començar a emetre el dia 22 de setembre del 2009 a les 20:00 EDT i seguidament es va emetre la sèrie de spin-off NCIS: Los Angeles protagonitzada per Chris O'Donnell i LL Cool J. El dia 19 de maig de 2010, la CBS va renovar l'NCIS per una vuitena temporada, la qual es va començar a emetre el 21 de setembre de 2010.

## Descripció
NCIS segueix en un equip fictici d'agents especials del Naval Criminal Investigative Service, el Servei d'Investigació Criminal de la Marina, amb base a la Washington Navy Yard (Base de la marina a Washington DC). És descrita pels actors i productors com a distingida pels seus tocs còmics, de qualitat i els personatges en la qual està centrada.
L'NCIS és la principal autoritat i força de contra-intel·ligència del Departament de Marina, inclòs el Cos de Marines.
L'equip és dirigit per l'agent especial supervisor Leroy Jethro Gibbs (Mark Harmon). L'equip d'en Gibbs està format per l'agent especial i agent de camp sènior Anthony "Tony" DiNozzo (Michael Weatherly), l'agent especial Timothy McGee (Sean Murray) i l'agent especial en proves (antiga oficial d'enllaç del Mossad) Ziva David (Cote de Pablo), que va substituir Caitlin "Kate" Todd (Sasha Alexander) quan va ser disparada per Ari Haswari (Rudolf Martin) al final de la segona temporada. Ari va ser assassinat per la seva germana Ziva al començament de la tercera temporada. L'equip compta amb l'ajuda en les seves investigacions del metge forense Donald "Ducky" Mallard (David McCallum), el metge adjunt Jimmy Palmer (Brian Dietzen), que substitueix Gerald Jackson (Pancho Demmings), i la tècnica forense Abigail "Abby" Sciuto (Pauley Perrette).

## Repartiment

### Principal
- Leroy Jethro Gibbs, interpretat per Mark Harmon (Temporades 1–actual), és un Agent Especial en cap de l'equip i antic Sergent d'Artilleria de la Marina fins al 1991 quan la seva primera esposa Shannon i la filla Kelly van ser assassinades mentre estaven sota la protecció del NIS.[4] Després en Gibbs es revenja del traficant de drogues que va matar la seva esposa i filles, i ingressa com a agent del NIS.[5]
- Anthony "Tony" DiNozzo, interpretat per Michael Weatherly (Temporades 1–actual), és un Agent Especial i l'agent de camp Sènior de l'equip i antigament oficial de policia de Peoria, Filadèlfia, i Baltimore abans d'ingressar a l'NCIS el 2001.[6] Gibbs considera a en DiNozzo una versió rejovenida d'ell mateix, usant el seu "instint" per resoldre els casos (per exemple, en l'episodi "Dany col·lateral").[7]
- Ziva David, interpretada per Cote de Pablo (Habitual a la temporada tres 3, al repartiment principal a les temporades 3–actual), és una agent especial i una agent de camp en proves des de la temporada set. Durant els seus primers quatre anys, era part de l'equip en missió d'oficial d'enllaç entre l'NCIS i el Mossad. Abans d'unir-se a l'NCIS, David va estar a l'armada Isrealí durant dos anys. Va substituir a l'agent Kate Todd, que va ser assassinada a la segona temporada.
- Abigail "Abby" Sciuto, interpretada per Pauley Perrette (Temporades 1–actual), és una forense assignada a l'equip de l'NCIS. És famosa per la seva debilitat per la moda gòtica i el "Caf-Pow", una refresc amb cafeïna fictici.
- Timothy McGee, interpretat per Sean Murray (Habitual a la temporada 1, part del repartiment oficial a les temporades 2–actual), és un agent especial i un agent de camp junior. És llicenciat en informàtica forense del MIT i, juntament amb l'Abby Sciuto, són els especialistes en tecnologia de l'equip.
- Leon Vance, interpretat per Rocky Carroll (Habitual a la temporada 5,repartiment principal a les temporades 6–actual), abans era el Director Adjunt de NCIS i de la mà dreta a Jenny Shepard, es va convertir en el director de l'NCIS després de la seva mort al final de la cinquena temporada.
- Dr. Donald "Ducky" Mallard, interpretat per David McCallum (Temporades 1–actual), és el metge forense en cap de l'NCIS, va passar algun temps com a metge forense al Vietnam, Bòsnia i l'Afganistan abans de treballar per l'NCIS. Era molt amic de Jenny Shepard i és la millor amic d'en Gibbs.
- Jenny Shepard, interpretada per Lauren Holly (Habitual a la temporada 3, repartiment principal a les temporades 3–5), va ser la segona directora de l'NCIS; abans havia treballat sota les ordres d'en Gibbs a Europe a més de ser la seva amant durant aquella època. Va ser assassinada al capítol "Judgment Day, Part 1" per un antic objectiu de l'NCIS, Natasha, que contractar uns sicaris per matar-la. Shepard va matar tots els sicaris amb l'ajuda d'en Mike Franks però va morir a causa de les ferides.
- Caitlin "Kate" Todd, interpretada per Sasha Alexander (Repartiment principal a les temporades 1–2, habitual a la temporada 3), va treballar al Servei Secret com a agent protectora del president fins al començament de la primera temporada. Va renunciar el Servei Secret i en Gibbs li va oferir feina a l'NCIS. Al final de la segona temporada va ser assassinada per un agent doble anomenat Ari Haswari. La seva mort va ser un cop dur per l'equip de l'NCIS, amb en Gibbs deixant flors al terrat on va ser disparada mortalment i no permetent que és toques el seu escriptori i armari de l'NCIS.
- Jimmy Palmer, interpretat per Brian Dietzen (Habitual a les temporades 1–actual), és l'assistent del Dr Mallard des del final de la primera temporada.

### Recurrents
- Tobias Fornell, interpretat per Joe Spano (Temporades 1–actual), és un agent sènior de l'FBI.Amb en Gibbs comparteixen exesposa, la qual es va quedar amb les comptes corrents de cadascun quan va marxar. En Gibbs i ell mantenen una curiosa camaraderia.
- Mike Franks, interpretat per Muse Watson (Temporades 3–actual), és un agent especial del NIS va ser mentor durant molt temps d'en Gibbs. També és amic íntim amb en DiNozzo i ho fou de la Jenny Shepard. Va perdre el dit del gallet a l'episodi "Rule Fifty-one", però diu que "encara pot prémer el gallet amb el polze."
- Trent Kort, interpretat per David Dayan Fisher (Temporades 4–actual), és un agent especial encobert de la CIA el qual sempre sembla perseguir els seus propis objectius. En Gibbs el considera molt perillós i no confia en ell.
- M. Allison Hart, interpretada per Rena Sofer (Temporada 7), és advocada i sembla una pretendent d'en Gibbs
- Thomas Morrow, interpretat per Alan Dale (Temporades 1–3), va ser el primer director de l'NCIS que es va veure a la sèries. Va dimitir a l'episodi "Assassinar a lAri, Part 1" i va anar a treballar al Departament de Seguretat Nacional i el succeeix la Jenny Shepard.
- Gerald Jackson, interpretat per Pancho Demmings (Temporades 1 i 3), és l'ajudant del Dr. Mallard durant la primera temporada fins que és disparat per en Ari Haswari a l'episodi "Bête Noire". Ho havia estat dos anys abans i després de l'incident va anar a rehabilitació.
- Paula Cassidy, interpretada per Jessica Steen (Temporades 1–4), era una agent especial de l'NCIS i va estar temporalment sota les ordres d'en Gibbs després de la mort de la Kate Todd, abans d'aconseguir el seu propi equip amb seu al Pentàgon. Ella és assassinada per un atacant suïcida a l'episodi "Període de gràcia".
- Michelle Lee, interpretada per Liza Lapira (Temporades 4–6), era una agent especial de l'NCIS sota les ordres d'en DiNozzo's tot i que, al començament de la quarta temporada no era agent de camp, només era advocada. Quan en Gibbs va tornar va tornar al Departament Legal. Va tornar a l'equip sota les ordres d'en Gibbs al final de la cinquena temporada a l'episodi "Dia del Judici Final, Part 2" després que se sospités que era un talp. Més tard es descobreix que havien segrestat la seva germana i li feien xantatge perquè fes de talp.
- Hollis Mann, interpretada per Susanna Thompson (Temporades 4–5), és una tinent coronel de l'Exèrcit Estatunidenc que treballa al CID. Es retira però manté un interès amorós per en Gibbs durant la quarta i cinquena temporada.
- Jeanne Benoit, interpretada per Scottie Thompson (Temporades 4–5), és una doctora de l'Hospital Universitari Monroe i filla del traficant d'armes René Benoit (també conegut com a La Grenouille). Va ser utilitzada com a part d'una operació encoberta on en DiNozzo i ella havien mantingut un romanç durant la quarta i cinquena temporada; la seva última aparició va ser a l'episodi "Afers interns".

## Producció

### Nom
Abans del llançament de la primera temporada, els anuncis de CBS anomenaven la sèrie "Naval CIS". En el moment de l'emissió del primer episodi,NCIS va ser nomenada Navy NCIS, i així la resta de la primera temporada. Ja que la "N" de l'NCIS ja vol dir "Marina", el nom de Navy NCIS era tècnicament redundant. La decisió de canviar el nom realitzat per la cadena CBS, sobre les objeccions de Bellisario, per tal de:
- Atraure nous espectadors (en particular els de JAG), que poden no conèixer l'abreviatura d'NCIS.
- Eliminar l'ambigüitat entre l'NCIS i l'altra sèrie de la CBS de temàtica i lletres semblants: CSI i els seus spinoffs. (El títol original, per exemple, va ser citat malament sovint i parodiada com "Marina CSI", cosa que la sèries es refereix en un moment en el primer episodi).[8]

Després de la seva reeixida primera temporada, el nom de la sèrie es va reduir a NCIS.

### Lloc de rodatge
NCIS representa estar a Washington, D.C., però el rodatge te seu a Santa Clarita (Califòrnia). El so es grava i munta a Santa Clarita. La sèrie està rodada al sud de Califòrnia.

### Canvis en l'equip
El maig de 2007 es va informar que en Donald Bellisario es retirava de la sèrie. A causa d'un desacord amb l'estrella de la sèrie Mark Harmon. Bellisario com a show runner/cap de guionistes va triar els col·laboradors de la sèrie a llarg termini, incloent uns co-productors executius: Chas. Floyd Johnson i Shane Brennan, així en Bellisario continua essent productor executiu.

## Episodis
Vuit temporades completes de NCIS s'han emès completament. La vuitena temporada va finalitat el 17 de maig de 2011. A dia d'18 d'octubre del 2011 s'han emès en total 191 episodis.
Les primeres sis temporades han estat distribuïdes a la Regió 1 de DVD per Paramount Pictures Home Entertainment en forma de pac individual per cada temporada, els quals inclouen escenes addicionals i comentaris de l'elenc.
Paramount també ha distribuït les sis primeres temporades en DVD a la Regió 2 i a la Regió 4.
| Temporada     | Episodis | Emès originalment      | Emès originalment  | Data de llançament en DVD                                     | Data de llançament en DVD                                     | Data de llançament en DVD                                    |
| Temporada     | Episodis | Inici de temporada     | Fi de temporada    | Regió 1                                                       | Regió 2                                                       | Regió 4                                                      |
| ------------- | -------- | ---------------------- | ------------------ | ------------------------------------------------------------- | ------------------------------------------------------------- | ------------------------------------------------------------ |
| Introductoris | 2        | 22 d'abril de 2003     | 29 d'abril de 2003 | 17 de març de 2009 inclòs en el DVD de la 8a temporada de JAG | 21 de juny de 2010 inclòs en el DVD de la 8a temporada de JAG | 5 d'agost de 2010 inclòs en el DVD de la 8a temporada de JAG |
| 1             | 23       | 23 de setembre de 2003 | 25 de maig de 2004 | 6 de juny de 2006                                             | 24 de juliol de 2006                                          | 10 d'agost de 2006                                           |
| 2             | 23       | 28 de setembre de 2004 | 24 de maig de 2005 | 14 de novembre de 2006                                        | 2 d'octubre de 2006                                           | 12 d'octubre de 2006                                         |
| 3             | 24       | 20 de setembre de 2005 | 16 de maig de 2006 | 24 d'abril de 2007                                            | 25 de juny de 2007                                            | 15 de març de 2007                                           |
| 4             | 24       | 19 de setembre de 2006 | 22 de maig de 2007 | 23 d'octubre de 2007                                          | 19 de maig de 2008                                            | 10 de juliol de 2008                                         |
| 5             | 19       | 25 de setembre de 2007 | 20 de maig de 2008 | 26 d'agost de 2008                                            | 22 de juny de 2009                                            | 7 de maig de 2009                                            |
| 6             | 25       | 23 de setembre de 2008 | 19 de maig de 2009 | 25 d'agost de 2009                                            | 2 d'agost de 2010                                             | 3 de juny de 2010                                            |
| 7             | 24       | 22 de setembre de 2009 | 25 de maig de 2010 | 24 d'agost de 2010                                            | N/D                                                           | N/D                                                          |
| 8             | 24       | 21 de setembre de 2010 | 17 de maig de 2011 | 23 d'agost de 2011                                            | N/D                                                           | 1 de setembre de 2011                                        |
| 9             | 24       | 20 de setembre de 2011 | 15 de maig de 2012 | N/D                                                           | N/D                                                           | N/D                                                          |